# HD 21665
HD 21665，又名BD-07 606，SAO 130520、HR 1060，是一颗恒星，视星等为5.99，位于銀經191.86，銀緯-47.34，其B1900.0坐标为赤經3h 24m 45.2s，赤緯-7° -47.34′ 47″。